# 東京都立松原高等学校
東京都立松原高等学校（とうきょうとりつ まつばらこうとうがっこう、英: Tokyo Metropolitan Matsubara High School）は、東京都世田谷区桜上水四丁目に所在する東京都立高等学校。

## 概要
富士高校（現：富士高・中）の高井戸分校を前身とする。1949年より男女共学化。学習塾講師による有料の講習を校内で独自に実施している

## 沿革
- 1948年 - 新学制実施により東京都立第五女子新制高等学校（現：富士高等学校）高井戸分校として開校。
- 1949年 - 男女共学制により東京都立富士高等学校高井戸分校と校名変更。
- 1950年 - 東京都立松原高等学校となる。
- 1952年 - 学区合同選抜制度導入。
- 1967年 - 学校群制度が施行され、千歳、千歳丘、明正の各校と25群を組む。
- 1970年 - 学校群改編され、本校と千歳高で25群、千歳丘高と明正高で26群となる。
- 1982年 - グループ合同選抜制度に移行、22グループに編成される。
- 1994年 - 単独選抜となる。

## 交通
出典 : 
- 京王線桜上水駅 徒歩5分
- 京王線・東急世田谷線下高井戸駅 徒歩7分

## 学園祭
- 輝松祭（きしょうさい）と呼ばれている

## 著名な出身者
- 高橋元太郎（俳優、歌手）
- 摩利按世（声優、随筆家）
- 左時枝（女優）
- 竹田かほり（元女優、桃尻娘）
- 宮田早苗（女優）
- 清水信之（作曲家、編曲家、ミュージシャン）
- 佐橋佳幸（ギタリスト、編曲家、ミュージシャン）
- EPO（歌手、シンガーソングライター）
- 渡辺美里（歌手、シンガーソングライター）
- 松野有里巳（元アイドル、ribbonのメンバー）
- 林泰文（俳優）
- 井出樹里（トライアスロン選手）
- 岡本麻弥（声優）
- キローラン菜入（サッカー選手）
- 岡崎京子（漫画家）
- 川口克己（川口名人と通称されるカリスマモデラー。ガンプラの商品開発にも携わる。）